# Bill Yoast

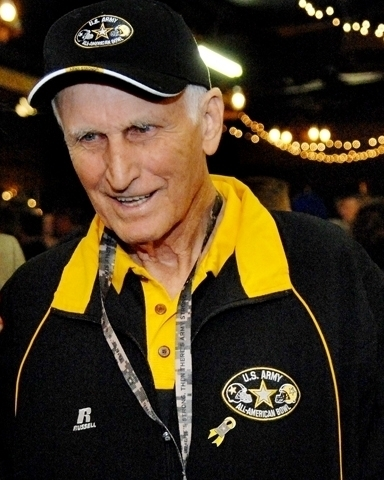
Bill Yoast (2008)

William „Bill“ Yoast (* 16. November 1924 in Florence, Alabama; † 23. Mai 2019 in Springfield, Virginia) war ein US-amerikanischer High-School-Football-Trainer des Footballteams an der T.C Williams High School in Alexandria in Virginia. In dieser Funktion wurde er in dem Film Gegen jede Regel aus dem Jahr 2000 durch den Schauspieler Will Patton dargestellt.

## Leben
Yoast wuchs in Florence, Alabama auf. Nachdem er drei Jahre lang der United States Air Force angehört hatte, ging er auf das Georgia Military College und später auf die Mercer University. Dort gehörte er der Studentenverbindung Sigma Nu an. Er schloss sein Studium mit dem Bachelor of Arts als Sportlehrer ab. Später erwarb er auch noch den Master am George Peabody College.
Nach seiner High-School- und College-Zeit als Football-Spieler entschied er sich, Football-Trainer zu werden. Er arbeitete in Sparta und Roswell in Georgia, schließlich in Alexandria in Virginia. Dort verbrachte er mehrere Jahrzehnte und war sehr erfolgreich.
1990 zog er sich zurück. Er hatte vier Töchter und sieben Enkelkinder. Seine Tochter Sheryl assistierte ihrem Vater während seiner Trainerzeit. Sie starb 1996 an einer Herzkrankheit im Alter von 34 Jahren.

## Biographie und Verfilmung
Yoast schrieb über seine Erfahrungen als Football-Trainer das Buch Remember This Titan. Die darin geschilderte Saison 1971 an der T.C. Williams High School wurde zur Drehbuchgrundlage des Films Gegen jede Regel aus dem Jahr 2000. Nach der gerichtlich herbeigeführten Einführung gemischtrassiger Schulen in den Vereinigten Staaten wurden 1971 auch die bislang getrennten Football-Teams zusammengelegt. Yoast, bisher Coach der Mannschaft der High School, arbeitete als Assistent des neuen schwarzen Cheftrainers Herman Boone. Das Team absolvierte die Saison dominierend und gewann den Staatstitel sowie den zweiten Platz in der nationalen Wertung.
| Personendaten    | Personendaten                                  |
| ---------------- | ---------------------------------------------- |
| NAME             | Yoast, Bill                                    |
| ALTERNATIVNAMEN  | Yoast, William                                 |
| KURZBESCHREIBUNG | US-amerikanischer High-School-Football-Trainer |
| GEBURTSDATUM     | 16. November 1924                              |
| GEBURTSORT       | Florence, Alabama                              |
| STERBEDATUM      | 23. Mai 2019                                   |
| STERBEORT        | Springfield, Virginia                          |